# Sonja Oppenhagen
Sonja Gladys Oppenhagen Behrend (født 11. december 1948 i Valby) er en dansk skuespiller og tidligere balletdanser. Startende ud i tv-balletten Den lille Pige med Svovlstikkerne (1963), hvor hun fik sit folkelig gennembrud, medvirkede hun efterfølgende i filmserien Min søsters børn (1968-1971). Efter endt uddannelse fra Odense Teater i 1971, har hun optrådt på flere teatre, herunder ABC Teatret, Aveny Teatret, Scala, Folketeatret, Gladsaxe Teater og Rialto Teatret. Hun har også medvirket i flere sommerrevyer i f.eks. Holstebro, Hjørring, Århus og i Tivoli. 
Hun har siden medvirket i danske film- og tv-produktioner som Matador (1978-1982) i rollen som Vicki Arnesen, Huset på Christianshavn, TAXA, Langt fra Las Vegas og Badehotellet (2015-2024). Man har også kunnet opleve hende i diverse julekalendere, som f.eks. Jul i Juleland, Krummernes Jul og Juleønsket.
Oppenhagen er endvidere tilknyttet lydbogsforlaget Momo - Skuespillernes Lydbogsværksted, hvor hun har indlæst flere lydbøger.

## Opvækst
Sonja Gladys Oppenhagen Behrend blev født den 11. december 1948 på Fru Nyholms Fødeklinik på Frederiksberg som datter af Lüche Oppenhagen Behrend og Dagmar Oppenhagen Behrend (født Kragh). Dagmar var halv tysk, halv dansk og var født og voksede op i Leipzig, Tyskland, inden hendes familie i 1926 under Den Store Depression måtte flytte til Danmark. Lüche og Dagmar blev gift grundet Dagmars graviditet med Oppenhagen i et ulykkeligt ægteskab, hvor Lüche havde flere affærer med andre kvinder. Dagmar fortalte at hun flere gange forsøgte at afbryde sin graviditet, da hverken hun eller Lüche ønskede et barn. Oppenhagen har en yngre bror, Flemming (f. 1951) og hun voksede op på Kochsvej på Frederiksberg. Oppenhagens far forlod familien i 1964, da Oppenhagen var 15 år og hun havde ingen kontakt med ham frem til hans død.
Oppenhagen startede som syv-årig til ballet og blev som ni-årig optaget på Det Kongelige Teaters balletskole. I 1962, som 14-årig, bestod hun ikke den årlige balleteksamen og måtte forlade balletskolen. To måneder senere blev hun kontaktet af sin tidligere balletunderviser, Hans Brenaa, som ønskede hende som hovedrollen i sin balletopsætning af Den lille Pige med Svovlstikkerne. Balletten blev vist på tv på Danmarks Radio juleaftensdag i 1963 og hun blev efterfølgende landskendt. Oppenhagen fortsatte efter balletskolen på Johannesskolen på Frederiksberg, hvor det blev konstateret, at hun var ordblind.
I foråret 1965 gik Oppenhagen igen til optagelsesprøve på Det Kongelige Teater med Flemming Flindt som balletmester, men hun fik afslag. Kort tid før var hun blevet antaget på Pantomimeteatret i Tivoli, hvor hun i løbet af sommeren 1965 spillede Columbine, som den yngste nogensinde. I 1965 blev hun også kontaktet af Nordisk Film, der ønskede hende til casting på Alice O'Fredericks' kommende Morten Korch-film, Næsbygaards Arving.   

## Karriere
Hun fik i 1965, som 16-årig, sin filmdebut i Morten Korch-filmen Næsbygaards arving, hvor hun spillede den 12-årige Elise.
I 1966 spillede hun for første gang storesøsteren Rikke Berg i Min søsters børn-filmserien, hvor hun bl.a. spillede over for Axel Strøbye. Hun gentog rollen yderligere tre gange med filmene Min søsters børn på bryllupsrejse (1967), Min søsters børn vælter byen (1968) og Min søsters børn når de er værst (1971). 
Som 19-årig blev hun optaget på Odense Teaters elevskole, og hun flyttede til Odense. Hun dimitterede fra skolen i 1971.
I 1978-1982 medvirkede Oppenhagen i Matador i rollen som den unge oberstdatter Vicki Hachel, der bliver gift med den ældre manufakturhandler, Albert Arnesen. Oppenhagen var blevet kontaktet af instruktør Erik Balling, der havde set hende på ABC Teatret. Hun medvirkede i 19 ud af 24 afsnit.
I 2019 medvirkede hun i Rikke Wölcks Dansen med far og i 2020 medvirkede hun i musicalen Så længe mit hjerte slår, begge opført på Folketeatret i København.

## Privat
Oppenhagen blev gift med Klaus Pagh, skuespiller, i sommeren 1973 i Skagen Kirke. Parret har sammen en datter, Anne Oppenhagen Pagh (f. 1974). Parret blev skilt i 1978.
Oppenhagen blev gift med Morten Hebjørn, læge, i 1982. Parret har sammen en søn, Oliver (f. 1983). Hebjørn kunne ikke få børn, så parret adopterede sønnen fra Sydkorea i 1985. Parret blev skilt i 1991.
Oppenhagen blev gift med Stig Christensen, komponist og kapelmester, i 2001.

## Filmografi

### Film[17]
| År   | Titel                             | Rolle                    |
| ---- | --------------------------------- | ------------------------ |
| 1965 | Næsbygaards arving                | Elise                    |
| 1966 | Min søsters børn                  | Rikke Berg               |
| 1967 | Min søsters børn på bryllupsrejse | Rikke Berg               |
| 1968 | Min søsters børn vælter byen      | Rikke Berg               |
| 1971 | Min søsters børn når de er værst  | Rikke Berg               |
| 1974 | Den kyske levemand                | Hilde                    |
| 1976 | Brand-Børge rykker ud             | Pep Lebeau               |
| 1976 | Blind makker                      | Advokathustru Ellen      |
| 1978 | Firmaskovturen                    | Direktørens tjenestepige |
| 1987 | Jeg elsker dig                    | Bitten                   |
| 1991 | Krummerne                         | Fru Jensen               |
| 1992 | Krummerne 2 - Stakkels Krumme     | Fru Jensen               |
| 1993 | Hjælp - Min datter vil giftes     | Sekretær                 |
| 1994 | Snøvsen ta'r springet             | Rut Rosenhøj             |
| 1999 | Kærlighed ved første hik          | Tante Elisabeth          |
| 2023 | Toves værelse                     | Fru Andersen             |

### Tv-serier
| År        | Titel                      | Rolle                   | Episoder                                                    |
| --------- | -------------------------- | ----------------------- | ----------------------------------------------------------- |
| 1973-1975 | Uha-uha                    | Flere roller            |                                                             |
| 1973-1976 | Huset på Christianshavn    | Birgitte og Amanda      | 2 episoder (S7E1 og S13 E1)                                 |
| 1978-1982 | Matador                    | Vicki Hachel/Arnesen    | 19 episoder                                                 |
| 1983-1984 | Café - en time             | Flere roller            |                                                             |
| 1987      | Bill og Daphne             | Lisbeth                 |                                                             |
| 1993      | Jul i Juleland             | Gyvel                   | 1 episode (S1E1: “Der er noget i luften”)                   |
| 1996      | Krummernes Jul             | Fru Jensen              | 24 afsnit                                                   |
| 1999      | TAXA                       | Terapeut                | 1 episode (S4E5: “Del 40”)                                  |
| 2000      | Pyrus i Alletiders Eventyr | Madame D’aulnoy         | 1 episode (S1E8: “Finette”)                                 |
| 2001      | Langt fra Las Vegas        | Wulffs døve mor         | 2 episoder (S1E2: “Trillekød” og S1E4: “Ordnung Muss Sein!” |
| 2006      | Johanne i Troldeskoven     | Damen                   | 1 episode (S1E7)                                            |
| 2021      | Sommerdahl                 | Lise Pedersen           | 2 episoder (S2 E7 og S2 E8)                                 |
| 2015-2024 | Badehotellet               | Lydia Ploug/Vetterstrøm | 58 episoder                                                 |